# Volby v Chorvatsku
Volby v Chorvatsku jsou svobodné. Volí se do parlamentu, místních zastupitelstev a Evropského parlamentu. Každých pět let se konají prezidentské volby. Voliči volí do jednokomorového parlamentu 151 poslanců na čtyřleté volební období.

## Dominantní politické strany
- Socijaldemokratska partija Hrvatske
- Hrvatska narodna stranka – Liberalni demokrati
- Hrvatski laburisti – stranka rada
- Hrvatska demokratska zajednica
- Hrvatski demokratski savez Slavonije i Baranje